# Šimonovice
Šimonovice (deutsch Schimsdorf) ist eine Gemeinde in Tschechien. Sie liegt sieben Kilometer südlich des Stadtzentrums von Liberec und gehört zum Okres Liberec.

## Geographie
Šimonovice befindet sich östlich des Bergrückens Rašovský hřbet im Tal des Hraniční potok (Grenzwasser) im Jeschkengebirge. Im Südosten erhebt sich der Javorník (684 m). Nordöstlich des Dorfes führt die Bahnstrecke Pardubice–Liberec vorbei.
Nachbarorte sind Pilínkov und Minkovice im Norden, Dlouhý Most im Osten, Javorník im Südosten, Rašovka im Süden, Kopec und Proseč pod Ještědem im Südwesten, Jiříčkov und Padouchov im Westen sowie Hluboká im Nordwesten.

## Geschichte
Die erste urkundliche Erwähnung des Ortes erfolgte im Jahre 1545 und 1550. Das Dorf soll ehemals ein Rittergut gewesen sein. 1648 lautete der Ortsname Schimbsdorf und lag an der Grenze der Herrschaft Aicha zur Herrschaft Friedland, die entlang des Grenzwassers verlief und kam später zur Herrschaft Reichenberg / Liberec. Es wird angenommen, dass der Ort eine slawische Gründung war und der Ortsname von einem Eigentümer Šimon (Schimon) herkommt. Anfang des 17. Jahrhunderts war Schimsdorf ein großes Bauerngut und gehörte zu Münkendorf. 
Während der Rekatholisierung in Böhmen nach dem Dreißigjährigen Krieg erfolgte eine Wiederbesiedlung durch katholische Ansiedler, vermutlich aus Sachsen, die den Namen des Dorfes in Schimsdorf änderten. 1787 gehörte Schimsdorf zur Pfarrei Röchlitz, danach zur Pfarrei Langenbruck und die Kinder gingen auch dorthin zur Schule.  Der Ort hatte zwei Gasthöfe und eine Mühle. Das im Bunzlauer Kreis liegende Dorf war bis zur Mitte des 19. Jahrhunderts geteilt. Der größte Teil von Schimsdorf war der Grundherrschaft Aicha erbuntertänig, der zur Allodialherrschaft Reichenberg gehörige Anteil umfasste 1830 15 Häuser.
Nach der Aufhebung der Grundherrschaften bildete Schimsdorf / Šimonovice ab 1850 eine Gemeinde im Bezirk Reichenberg. Erwerbsquellen waren die Handweberei, Ackerbau, Viehzucht und Arbeit in den Fabriken. Der Boden gab wenig her und Bewohner wanderten ab. Nach 1890 bekam Schimsdorf ein eigenes Schulhaus mit einer Klasse und einer Lehrerwohnung. Ortsansässige waren in der Zeit um 1900 zwei Drittel Deutsche und ein Drittel Tschechen. Nach Gründung der Tschechoslowakei hatte die Gemeinde im Jahr 1930 221 Einwohner. Nach dem Münchner Abkommen wurde Schimsdorf 1938 dem Deutschen Reich zugeschlagen und gehörte bis 1945 zum Landkreis Reichenberg im Reichsgau Sudetenland. 1939 lebten in Schimsdorf 152 Menschen. Nach  Ende des Zweiten Weltkriegs kam das Dorf zurück zur Tschechoslowakei und wurde Teil des Okres Liberec-okolí. Vom 16. Juni 1945 bis September 1946 wurden die deutschen Haus- und Grundeigentümer in der Vertreibung der Deutschen aus der Tschechoslowakei enteignet und über die Grenze nach Zittau vertrieben. Zugereiste tschechische Neusiedler übernahmen den Besitz. 1961 wurden Minkovice und Rašovka (mit Bystrá) eingemeindet und die Gemeinde Šimonovice zugleich zum Okres Liberec zugeordnet. Die 1734 errichtete barocke Kapelle des hl. Laurentius in der Ortsmitte wurde während der Zeit des Sozialismus für den Bau eines großen Kuhstalles abgerissen, um die Einkommenssituation einer Kolchose zu verbessern. 1980 verlor Šimonovice seine Selbstständigkeit und wurde an Dlouhý Most angegliedert. Zwischen 1986 und 1990 bildete Šimonovice unter dem Namen Liberec XXXIX-Šimonovice einen Stadtteil von Liberec. Seit 1990 besteht die Gemeinde wieder.

## Gemeindegliederung
Die Gemeinde Šimonovice besteht aus den Ortsteilen Minkovice (Münkendorf), Rašovka (Raschen) und Šimonovice (Schimsdorf), die zugleich auch Katastralbezirke bilden. Zu Šimonovice gehört außerdem die Ansiedlung Bystrá (Bistrei).

## Sehenswürdigkeiten

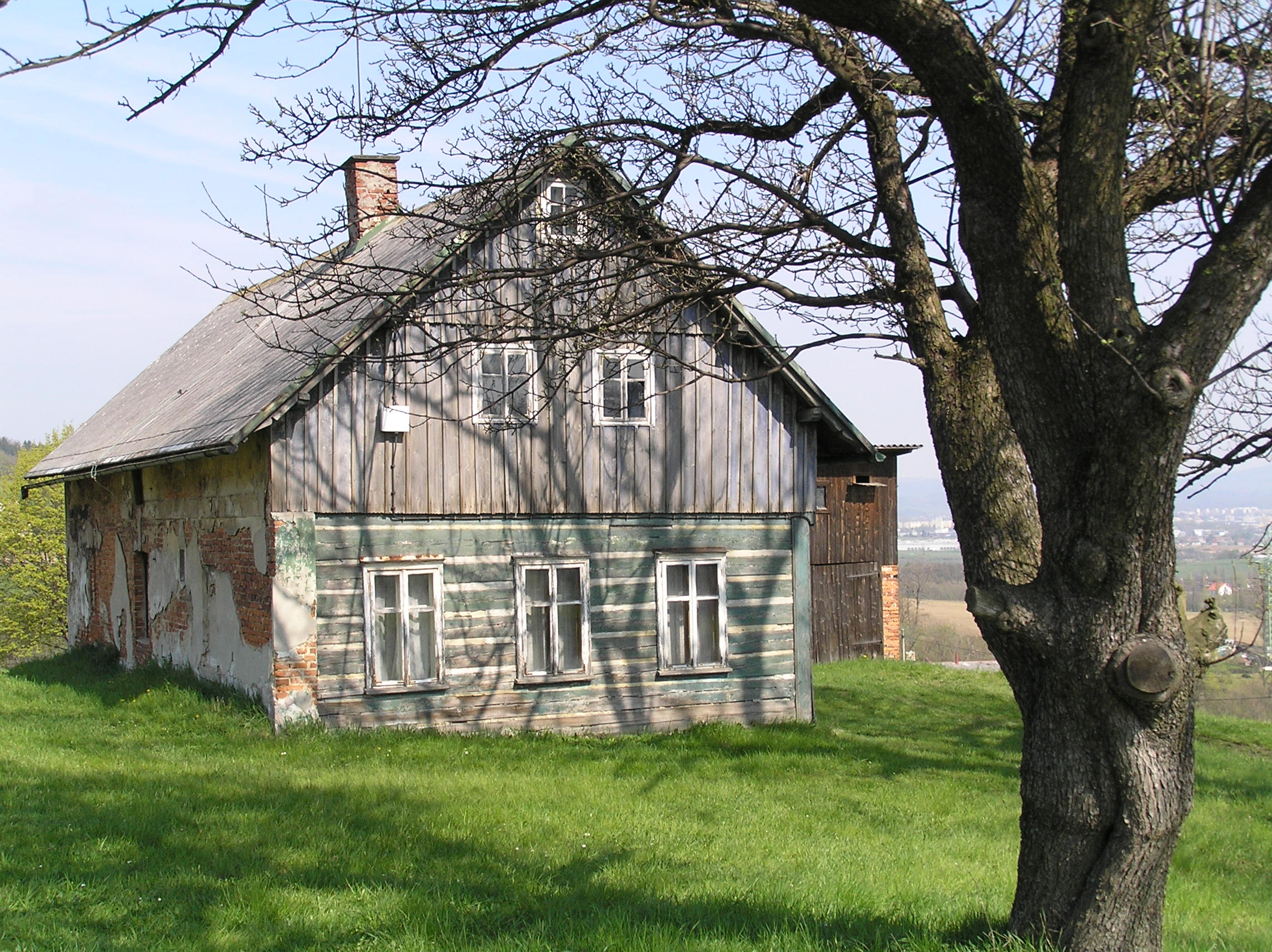
Haus in Šimonovice

- Kirche des hl. Antonius von Padua in Rašovka, geweiht 1932
- Gasthaus „V Trnčí“ mit steinernem Aussichtsturm von 19,5 m Höhe in Rašovka, eingeweiht im Jahre 2006
- Statuen des hl. Johannes von Nepomuk und Paulus
- Kapelle des hl. Johannes von Nepomuk in Minkovice
- gezimmerte Häuser in Volksbauweise

## Söhne und Töchter der Gemeinde
- Franz Xaver Ludwig (1868–1927),  deutscher Schriftsteller, Journalist und Chefredakteur des Lübeck´schen Anzeigers